# 트래블스 위드 마이 앤트
《트래블스 위드 마이 앤트》(영어: Travels with My Aunt)는 미국에서 제작된 조지 큐커 감독의 1972년 모험 코미디 영화이다. 매기 스미스 등이 출연하였고, 제임스 크레슨 등이 제작에 참여하였다.

## 출연진
- 매기 스미스
- 앨릭 매카우언
- 루이스 고싯 주니어
- 로버트 스티븐스
- 신디 윌리엄스
- 로버트 플레밍

## 기타 제작진
- 미술: 존 복스
- 의상: 앤서니 파월